# ヘレーネ・フォン・エクスナー
ヘレーネ・マリー・"マレーネ"・フォン・エクスナー (Helene Marie "Marlene" von Exner、1917年4月16日  - 1995年以降）は、オーストリアの栄養士、料理家。第二次世界大戦中、1943年7月から1944年5月まで、アドルフ・ヒトラーの専属調理師を務めた。

## 生涯
「マレーネ」と呼ばれるヘレーネ・マリー・フォン・エクスナーは、アルフレッド・フォン・エクスナー＝エヴァルテンの娘で、ジークムント・エクスナー＝エヴァルテンの孫娘だった。彼女の他には妹1人と弟2人の3人のきょうだいがいた。
ウィーン大学で栄養士として訓練を受けた。訓練を終えた後、彼女はハンス・エッピンガーが院長を務めるウィーン総合病院の内科クリニックで栄養士として働いた。エッピンガーのリーダーシップの下、この診療所は世界的な評判を得たので、社会界や政治界の著名人からの医学的問い合わせもあった。
次に1942年9月から 1943年7月まで、彼女はルーマニア王国の軍事独裁者で陸軍元帥のイオン・アントネスクの食事シェフとして働いた。一時的に胃の問題で苦しんでいたアントネスクはウィーンの診療所で治療を受けており、フォン・エクスナーは偶然にもアントネスクにポジションを与えられた。
1943年4月にザルツブルク近郊のクレスハイム城を公式訪問した際、ヒトラーとアントネスクは自分たちの病気についても話しあった。アントネスクは有益な食生活について報告し、アドルフ・ヒトラーは自身のダイエット料理人を勧めた。その後、ヒトラーは主治医のテオドール・モレルに相談したのち、最終的にウィーン大学の診療所を受診し、フォン・エクスナーを勧められた。彼は彼女にヒトラーとの地位を受け入れるよう圧力をかけた。
ヒトラーの私設秘書であるトラウデル・ユンゲによると、フォン・エクスナーは当初、ヒトラーの食事調理師の職に就くことに、それが自分の独立性と専門能力の開発を制限するものと考えていたため、あまり興味がなかったという。
1943年7月15日、フォン・エクスナーはヒトラー専属調理師としての仕事を開始した。料金は月あたり 800ライヒスマルクの非課税給与と、仕事を始めるときに奨励金として現金 2,000ライヒスマルク程だった。それ以来、フォン・エクスナーは総統本部のすべてで料理をした。
ヴォルフスシャンツェでは、地下壕に隣接した食堂用キッチンの隣に彼女専用の小さなダイエットキッチンがあった。彼女はヒトラーの食事の準備を部分的に変更し、肉スープの代わりにベジタリアンスープを調理し、より多様なものにしただけでなく、ヒトラーにウィーンのペイストリー（ヴィエノワズリー）や彼が要求したシチュー、ニンジンとジャガイモ、ゆで卵なども提供した。
彼女は、ユンゲ、ゲルダ・クリスティアン、クリスタ・シュレーダー、ヨハンナ・ヴォルフからなる総統秘書四人組とともに、ヒトラーの食事や夜の食卓の集まりに参加した。
ユンゲによれば、彼女とフォン・エクスナーの間には友情が芽生えたという。彼女はダイエットキッチンでの食事の準備も手伝った。アントネスクとヒトラーは感謝のしるしとして、それぞれ若いフォックス・テリアを彼女に与えたが、フォン・エクスナーはこの犬たちをどう扱ってよいのかよくわからなかった。
ヒトラーに奉仕している間に、彼女は若いヒトラーの副官フリードリヒ・“フリッツ”・ダーゲス親衛隊中佐に出会い、恋に落ちた。ユンゲによると、彼女はナチ党官房長のマルティン・ボルマンからの求愛を拒否したという。
彼女は職務を開始するとすぐに、祖母が捨て子だったために母親の書類が整っていないとヒトラーに伝えた。フォン・エクスナーのナチズムに近い思想態度から、ヒトラーは当初この声明をそれほど重要視していなかった。しかし、親衛隊人種及び移住本部による定期的な婚姻書類のチェック中に、フォン・エクスナーにはユダヤ人の祖母と曾祖母がいることが判明した。
その後、彼女は 1944年2月にヒトラーから最初の休暇を与えられ、その後 1944年5月初めに最終的に解雇された。彼女の給料はさらに6か月間支払われ続けた 。
ヒトラーの秘書ゲルダ・シュレーダーの仲介により、フォン・エクスナーはヒトラーに代わって後任を探し、最終的には1944年5月にコンスタンツェ・マンツィアーリーが見つかった。
1944年の春、ウィーンの家族の元に戻った。彼女はユダヤ人の出自を理由にウィーン大学病院を解雇された。
ヒトラーはフォン・エクスナー家をアーリア人に指定するよう個人的に命令し、マルティン・ボルマンにその実行を依頼し、1945年3月に完了した。
第二次世界大戦後の彼女の生涯についてはほとんど知られていない。戦後、彼女はヴェルスの出版社ライトナー＆カンパニーで、 1953年に出版された570 ページのダイエット料理本を含む、さまざまな病気の栄養学に関する多数の本やガイドを出版した。
トラウデル・ユンゲは、第二次世界大戦後も彼女と連絡を取り続けたと報告している。彼らは友人であり、夏にはペルトシャッハ・アム・ヴェルターゼーで時折再会した。
オーストリアの歴史家ブリギッテ・ハーマンは、1995年にフォン・エクスナーの著書『Winifred Wagner: oder Hitlers Bayreuth』を研究していた際に文通をしており、ヒトラーがヴォルフスシャンツェで聴いていた音楽の好みについて質問を行っており、少なくとも彼女はこの時点では生存していた。
トラウデル・ユンゲの著書『Until the Last Hour』のメモのリストや、エクスナーの短い伝記を含む『Bis zur letzten Stunde. Hitlers Sekretärin erzählt ihr Leben』（List Verlag、ミュンヘン、2002年）には死亡日が記載されておらず、その他の彼女の生死に関する公式な記録は存在していない。

## 関連文献
- クリスタ・シュレーダー『Er war mein Chef.』Herbig、1985年、第4版ISBN 3-7766-2286-5。
- トラウデル・ユンゲ、メリッサ･ミラー『Bis zur letzten Stunde. Hitlers Sekretärin erzählt ihr Leben』List-Verlag〈ペーパーバック〉、2004年10月。ISBN 3-548-60480-3 (pp. 124f.、131f.、224、256)。
  - 『『私はヒトラーの秘書だった』 足立ラーベ加代・高島市子訳、草思社、2004年（草思社文庫、2020年）